# Pseudodidymella fagi
Pseudodidymella fagi är en svampart som beskrevs av C.Z. Wei, Y. Harada & Katum. 1997. Pseudodidymella fagi ingår i släktet Pseudodidymella, ordningen Pleosporales, klassen Dothideomycetes, divisionen sporsäcksvampar och riket svampar.   Inga underarter finns listade i Catalogue of Life.